# Mário João
Mário João Sousa Alves (nascut el 6 de juny de 1935), conegut com a Mário João, és un antic futbolista portuguès que va jugar com a lateral dret o esquerre.
Va jugar 166 partits de la Primeira Liga en deu temporades, marcant 11 gols.

## Carrera de club
Nascut a Barreiro, districte de Setúbal, Mário João va començar i va acabar la seva carrera sènior de 14 anys al GD CUF, començant com a davanter. Mentrestant, va passar set anys amb l'SL Benfica a la Primeira Liga, participant en 89 partits competitius i guanyant sis títols importants, incloent-hi les dues finals de la Copa d'Europa a principis dels anys 60, contra el FC Barcelona i el Reial Madrid. Va jugar com a titular la final de la Copa d'Europa de 1961, que el Benfica va guanyar contra el FC Barcelona per 3 a 2 al Wankdorf Stadium de Berna, la primera final de la Copa d'Europa que jugaven qualsevol dels dos equips. També va jugar com a titular la final de la Copa d'Europa de 1962, que el Benfica va guanyar contra el Reial Madrid per 5 a 3 a l'Estadi Olímpic d'Amsterdam, la segona victòria consecutiva de l'equip portuguès en la competició.
Mário João es va jubilar el 1968, als 33 anys. Mai va ser un futbolista professional a temps complet, guanyant la gran majoria dels seus sous de la Companhia União Fabril.

## Carrera internacional
Mário João va guanyar tres partits amb Portugal en quatre anys. El seu primer va arribar el 22 de maig de 1960, en una derrota per 5-1 fora de casa contra Iugoslàvia a la fase de classificació per a la Copa d'Europa de Nacions de 1960.

## Palmarès
Benfica
- Primera Lliga: 1959–60, 1960–61
- Taça de Portugal: 1958–59, 1961–62
- Copa d'Europa: 1960–61, 1961–62